# 캐치미
"캐치미"는 2013년에 개봉한 대한민국의 로맨틱 코미디 영화이다.

## 줄거리
검거율 100%, 미제사건 제로’를 자랑하는 전문 프로파일러 이호태(주원 분) 경위. 하지만 이번에 그가 상대할 용의자는 만만치 않다. 전세계적으로 유명한 미술품을 훔친 윤진숙(김아중 분). 그녀는 완전범죄로 정평이 난 전설적인 대도다. 호태는 우연히 뺑소니 차량의 주인을 찾던 중 진숙의 소재를 알게 되어 그의 집으로 찾아갔더니 알고보니 10년 전 자신의 첫 사랑의 주인공이라는 사실을 알게 되는데...

## 캐스팅
| - 김아중 - 윤진숙 역 - 주원 - 이호태 역 - 주진모 - 국장 역 - 백도빈 - 오 경위 역 - 배성우 - 박 경사 역 - 황태광 - 이 형사 역 - 김민성 - 조 형사 역 - 강민정 - 나 형사 역 - 박영웅 - 봉 형사 역 - 지상민 - 지 형사 역 - 남연우 - 탁 형사 역 - 강덕중 - 최 형사 역 - 김영주 - 닥터 리 역 - 이청희 - 진숙빠 역 - 박은영 - 커뮤니티 박 여사 역 - 이태형 - 커뮤니티 이씨 역 - 임정언 - 커뮤니티 임씨 역 - 강남현 - 커뮤니티 강씨 역 - 배천수 - 커뮤니티 배씨 역 - 김현아 - 커뮤니티 미스 김 역 - 유재명 - 닥터 리 담당의사 역 - 이은채 - 간호사 역 - 윤준호 - 김 경위 역 - 차청화 - 인권단체 대표 역 - 박현지 - 인권단체 간사 역 - 이의수 - 취재기자 1 역 - 염지영 - 취재기자 2 역 - 유정호 - 취재기자 3 역 | - 송영재 - 약사 역 - 김리원 - 마담 역 - 민경진 - 전원주택 집주인 역 - 김방률 - 브로커 역 - 홍윤화 - 이숙자 역 - 이용녀 - 경매장 귀부인 역 - 남우열 - 횡단보도 키스 남 역 - 송지현 - 횡단보도 키스 여 역 - 조형래 - 수사과 조형사 역 - 백송이 - 수사과 백형사 역 - 손재영 - 수사과 손형사 역 - 임세환 - 수사과 임 형사 역 - 오형근 - 수사과 오형사 역 - 이성민 - 수사과 의경 역 - 김경주 - 커넬워크 순경 역 - 김미나 - 토론회 패널 1 역 - 임정훈 - 토론회 패널 3 역 - 박태영 - 토론회 패널 4 역 - 유재상 - 토론회 패널 5 역 - 유애경 - 호태 과거 여친 1 역 - 정현주 - 호태 과거 여친 2 역 - 이준규 - 진숙집 철가방 역 - 박하나 - 호태집 철가방 역 - 박호진 - 면회실 박교도 역 - 김미숙 - 룸싸롱 아가씨 1 역 - 김희정 - 룸싸롱 아가씨 2 역 - 이지영 - 룸싸롱 아가씨 3 역 - 박희만 - 룸싸롱 삼촌 역 - 신비감 - 커플티남 1 역 - 이대수 - 커플티남 2 역 - 성한경 - 야구장 형제 1 역 - 홍승현 - 야구장 형제 2 역 - 김명중 - 카센터 직원 역 - 손유준 - 전원주택 아들 역 - 이가경 - 전원주택 며느리 역 - 조용준 - 응급실 인턴의사 역 - 양나영 - 응급실 간호사 역 - 장용복 - 성당 신부님 역 - 이성민 - 수사과 의경 역 - 이성택 - 진급경찰 1 역 - 이정욱 - 진급경찰 2 역 - 정현국 - 진급경찰 3 역 - 전금한 - 대저택 집주인 역 - 이명자 - 전동차 할머니 역 - 주석태 - 진숙 아빠 역 - 김소라 - 나이키 매장 여직원 역 - 배진웅 - 사채업자 대리 역 - 윤영균 - 사채업자 팀장 역 - 송영광 - 과거 이 형사 역 - 임우철 - 쇼핑몰 사회자 역 - 이세랑 - 숙자 모 역 - 박현우 - 댄스 경연대회 진숙파트너 역 - 한준 - 놀이공원 형사 1 역 - 김예원 - 어린 진숙 역 - 김가은 - 어린 숙자 역 - 최다은 - 볼테리어 주인 손녀딸 역 - 차태현 - 옆집남자 역 (우정출연) - 박철민 - 장물아비 역 (우정출연) - 김희원 - 경매장 사회자 역 (우정출연) - 김사희 - 주리 역 (특별출연) - 신승환 - 호프집 알바 역 (특별출연) - 김미라 - 다이아김여사 역 (특별출연) - 이상훈 - 경비 역 (특별출연) - 권성욱 - 야구중계 (목소리) 역 (특별출연) - 성한경 - 야구중계 (목소리) 역 (특별출연) |

## 사운드트랙
- 불타는 파스타 (정교임)